# ام‌اس وجده
ام‌اس وجده (به انگلیسی: MS Oujda) یک کشتی بود که طول آن ۱۲۸٫۷۱ متر (۴۲۲٫۳ فوت) بود.